# Tankard
Tankard (ang. kufel) – niemiecka grupa thrashmetalowa założona w 1982 roku we Frankfurcie przez pięciu kolegów "ze szkolnej ławki" – Andreasa "Gerre" Geremia, Bernharda Rappricha, Axela Katzmanna, Franka Thorwartha i Olivera Wernera. Od 1982 r. działał pod nazwą Avenger. Następnie zmienono nazwę zespołu na Vortex. Od 1983 r. działa pod nazwą Tankard.
Jej pierwszy utwór to "Ray Death", który jest określany przez lidera jako "nudna piosenka o wojnie nuklearnej".
Zespół dał swój pierwszy koncert wraz z Sodom i Destruction w 1984. W 1986 nagrał swoją pierwszą płytę "Zombie Attack". Od tego czasu grupa, po kilku przekształceniach, sukcesywnie nagrywa i wydaje płyty, aż do dziś.

## Dyskografia
| Zombie Attack               | - Data: lipiec 1986 - Wydawca: Noise Records           | —  | —   |
| Chemical Invasion           | - Data: październik 1987 - Wydawca: Noise Records      | —  | —   |
| The Morning After           | - Data: wrzesień 1988 - Wydawca: Noise Records         | —  | —   |
| The Meaning of Life         | - Data: 1990 - Wydawca: Noise Records                  | —  | —   |
| Stone Cold Sober            | - Data: 9 czerwca 1992 - Wydawca: Noise Records        | —  | —   |
| Two-Faced                   | - Data: marzec 1994 - Wydawca: Noise Records           | —  | —   |
| The Tankard                 | - Data: 2 października 1995 - Wydawca: Noise Records   | —  | —   |
| Disco Destroyer             | - Data: 12 marca 1998 - Wydawca: Century Media Records | —  | —   |
| Kings of Beer               | - Data: 17 maja 2000 - Wydawca: Century Media Records  | —  | —   |
| B-Day                       | - Data: 10 lipca 2002 - Wydawca: AFM Records           | —  | —   |
| Beast of Bourbon            | - Data: 22 marca 2004 - Wydawca: AFM Records           | —  | —   |
| The Beauty and the Beer     | - Data: 26 maja 2006 - Wydawca: AFM Records            | —  | —   |
| Thirst                      | - Data: 19 grudnia 2008 - Wydawca: AFM Records         | —  | —   |
| Vol(l)ume 14                | - Data: 17 grudnia 2010 - Wydawca: AFM Records         | —  | —   |
| A Girl Called Cerveza       | - Data: 27 lipca 2012 - Wydawca: Nuclear Blast         | 32 | —   |
| R.I.B.                      | - Data: 20 czerwca 2014 - Wydawca: Nuclear Blast       | 41 | 190 |
| One Foot in the Grave       | - Data: 2 czerwca 2017 - Wydawca: Nuclear Blast        | 26 | -   |
| "—" album nie był notowany. |                                                        |    |     |

## Teledyski
| Tytuł                      | Rok  | Reżyseria     | Album                                 | Źródło |
| -------------------------- | ---- | ------------- | ------------------------------------- | ------ |
| "The Morning After"        | 1988 | —             | The Morning After                     | [ 21 ] |
| "Space Beer"               | 1990 | —             | The Meaning Of Life                   | [ 21 ] |
| "Minds On The Moon"        | 1995 | —             | The Tankard                           | [ 21 ] |
| "Tanze Samba Mit Mir"      | 1996 | —             | Tankwart - Himbeergeist Zum Frühstück | [ 21 ] |
| "The Beauty And The Beast" | 2006 | —             | The Beauty And The Beer               | [ 21 ] |
| "Stay Thirsty"             | 2008 | —             | Thirst                                | [ 22 ] |
| "Fórza SGE"                | 2009 | —             | Open All Night - Reloaded             | [ 21 ] |
| "Rules For Fools"          | 2010 | —             | Vol(l)ume 14                          | [ 23 ] |
| "A Girl Called Cerveza"    | 2012 | —             | A Girl Called Cerveza                 | [ 24 ] |
| "R.I.B.(Rest In Beer)"     | 2014 | —             | R.I.B.                                | [ 25 ] |
| "Fooled By Your Guts"      | 2014 | Cameron Jones | R.I.B.                                | [ 26 ] |